# Six Coquillages sur une table de pierre
Six Coquillages sur une table de pierre est une peinture à l'huile sur papier collé sur bois, signée et datée de 1696, de l'artiste peintre hollandais Adriaen Coorte, conservée au musée du Louvre à Paris.

## Analyse
Cette nature morte ne saurait être confondue avec des peintures exécutées plus tôt dans le siècle. La sobriété de ces quelques coquillages placés sur une margelle ne doit pas tromper : ce sont des coquillages des mers du Sud, rapportés par les bateaux de la Compagnie néerlandaise des Indes orientales instituée en 1602. On peut supposer que les collectionneurs de coquillages appréciaient l'art de Coorte, destiné au marché de l'offre. Posséder un de ces tableaux, affirmait son statut social et sa richesse : l'œuvre d'Adriaen Coorte est indissociable de l'économie coloniale néerlandaise.

## Exposition
Cette peinture, conservée au musée du Louvre est exposée dans le cadre de l'exposition Les Choses. Une histoire de la nature morte au musée du Louvre du 12 octobre 2022 au 23 janvier 2023, parmi les œuvres de l'espace nommé « Sélectionner, collectionner, classer ».